# Каталина Крус
Каталина Крус (на английски: Catalina Cruz) е американска порнографска актриса.

## Биография
Родена е на 13 септември 1979 г. в град Кливланд, щата Охайо, САЩ и израства в град Брунсуик, Охайо. Тя е от германски и словенски етнически произход.
След като завършва гимназия се записва да учи в колежа „Брайънт и Стрейтън“.
Работи последователно в рекламна компания и като секретарка в японска международна търговска компания.
Първоначално започва да се снима като модел като хоби, но скоро се насочва изцяло към тази си дейност и прави първите си голи фотосесии за местни фотографи.
През ноември 2000 г. прави първите си актови снимки в порноиндустрията с псевдонима JennaZ. По това време мерките ѝ са 32C-22-33, като впоследствие увеличава размера на гърдите си до 32 DD.
Снима секс сцени основно за своя собствен уеб сайт и има участия само в няколко порнофилма.

## Награди
- 2009: AVN награда за уеб звезда на годината.[4][5]